# Winn-Dixie – Mein zotteliger Freund
Winn Dixie – Mein zotteliger Freund ist ein Film aus dem Jahr 2005 unter Regie von Wayne Wang. Der Film basiert auf dem gleichnamigen Buch von Kate DiCamillo.

## Handlung
India Opal Buloni (AnnaSophia Robb) ist ein einsames 10-jähriges Mädchen, das gerade mit ihrem Vater in die Kleinstadt Naomi, Florida, gezogen ist. Durch den Umzug verlor sie alle ihre Freunde.
In einem Supermarkt der Winn-Dixie-Kette wird ein Hund gejagt. Opal beobachtet dies. Als der Hund gestellt wird, behauptet sie, es wäre ihr Hund. Sie „tauft“ ihn spontan Winn-Dixie, als sie nach dem Namen „ihres“ Hundes gefragt wird.
Zunächst muss sie ihren Vater, einen Prediger, dazu bringen, den Hund zu akzeptieren, dann den Vermieter. Durch die freundliche Art des Hundes gewinnt Opal neue Freunde. Bei Gewitter reagiert der Hund panisch. Bei einer Party zieht ein Gewitter auf: Winn-Dixie ist verschwunden...

## Kritiken
„Die Parabel über Nächstenliebe, Vorurteilsfreiheit und die hohe Kunst des Sich-Aussprechens kommt kindgerecht herzig und halbwegs lustig daher. Selbst knifflige Themen wie Alkoholismus werden hier sensibel aufgearbeitet. Das ist pädagogisch zweifelsohne wertvoll und für Kinder trotz mancher Längen nett anzuschauen. Erwachsene könnten vom Gutmensch-Holzhammer allerdings leichte Kopfschmerzen kriegen.“

„Wayne Wang liefert hier klassische Familienunterhaltung. Er inszenierte […] eine wunderbare, einfühlsam erzählte Geschichte eines Mädchens, das durch ein lebenslustiges Tier aus ihrer Einsamkeit findet.“

„Der zwischen Märchen und Realität angesiedelte Familienfilm krankt zwar deutlich an seiner unentschiedenen Inszenierung und den Schwächen des Drehbuchs; dank seiner kleinen Hauptdarstellerin, ihrem tierischen Freund und einigen überzeugenden Nebenfiguren unterhält er dennoch auf humorvoll-nachdenkliche Weise.“

## Auszeichnungen
Der Film war 2006 für den Young Artist Award in der Kategorie Best Family Feature Film – Comedy or Musical nominiert. AnnaSophia Robb war ebenfalls für den Preis nominiert.